# Euceromasia floridensis
Euceromasia floridensis är en tvåvingeart som beskrevs av Henry J. Reinhard 1957. Euceromasia floridensis ingår i släktet Euceromasia och familjen parasitflugor. Inga underarter finns listade i Catalogue of Life.